# Nopaltepec
Nopaltepec è un comune del Messico, situato nello stato di Messico.